# Ray Charles
Ray Charles Robinson (23 tháng 9 năm 1930 - 10 tháng 6 năm 2004) là một nghệ sĩ, ca sĩ người Mỹ. Ông đã mang tới những giai điệu tâm hồn cho nhạc đồng quê và nhạc pop thông qua nhạc phẩm Modern Sounds cũng như bản tái phẩm ca khúc "America the Beautiful" mà Ed Bradley của 60 Minutes gọi là "phiên bản định nghĩa của ca khúc, một bài quốc ca Hoa Kỳ, một tác phẩm kinh điển - kinh điển như người đàn ông thể hiện nó". Ông cũng xuất hiện trong bộ phim The Blues Brothers. Frank Sinatra gọi ông là "thiên tài thực sự duy nhất trong nghề".
Năm 2004, tạp chí Rolling Stone bầu Ray Charles ở vị trí thứ mười trong danh sách 100 nghệ sĩ vĩ đại nhất mọi thời đại và bầu ông ở vị trí thứ hai trong danh sách 100 ca sĩ vĩ đại nhất mọi thời đại vào tháng 11 năm 2008.